# モルタデッラ

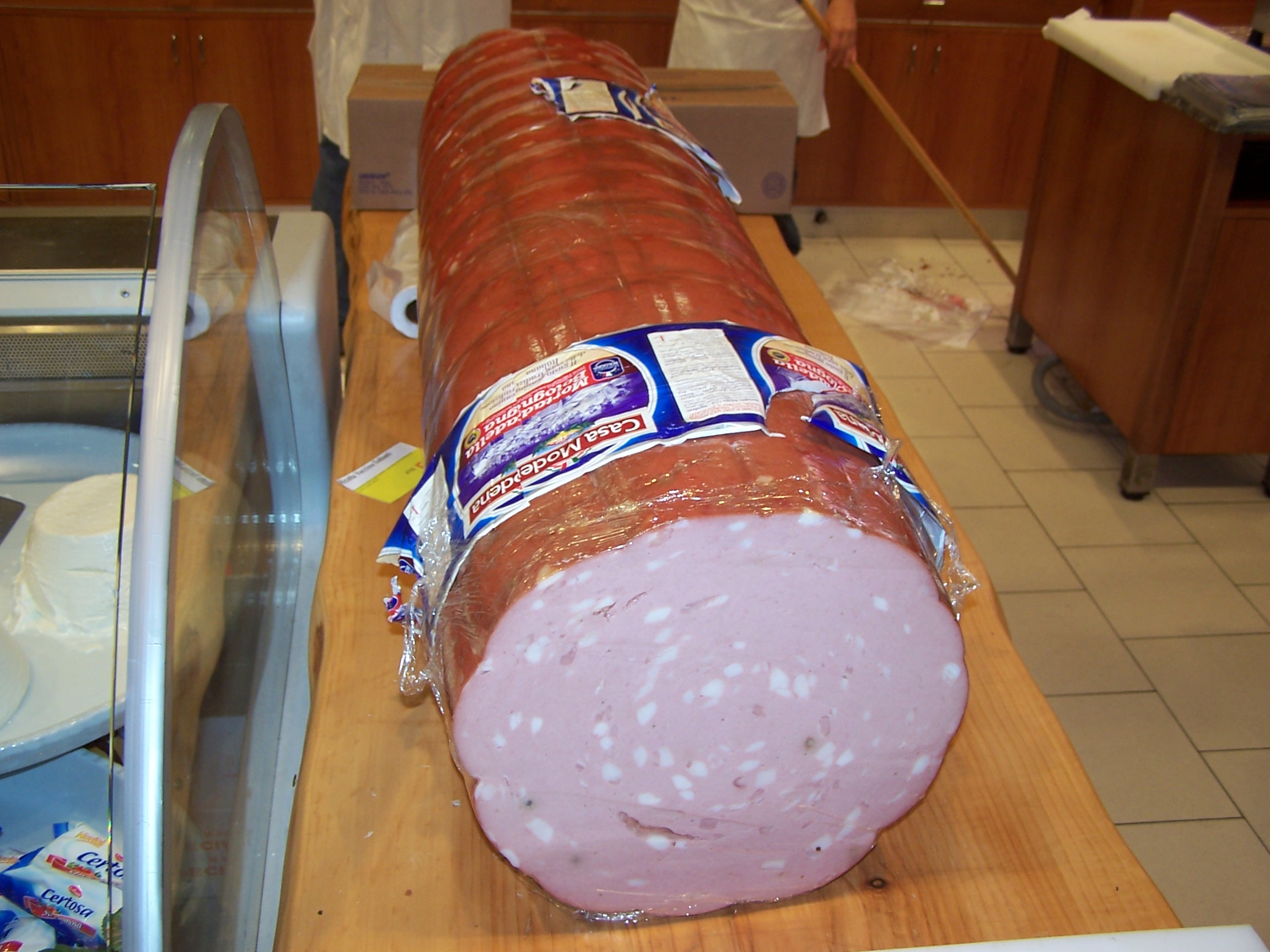
モルタデッラ

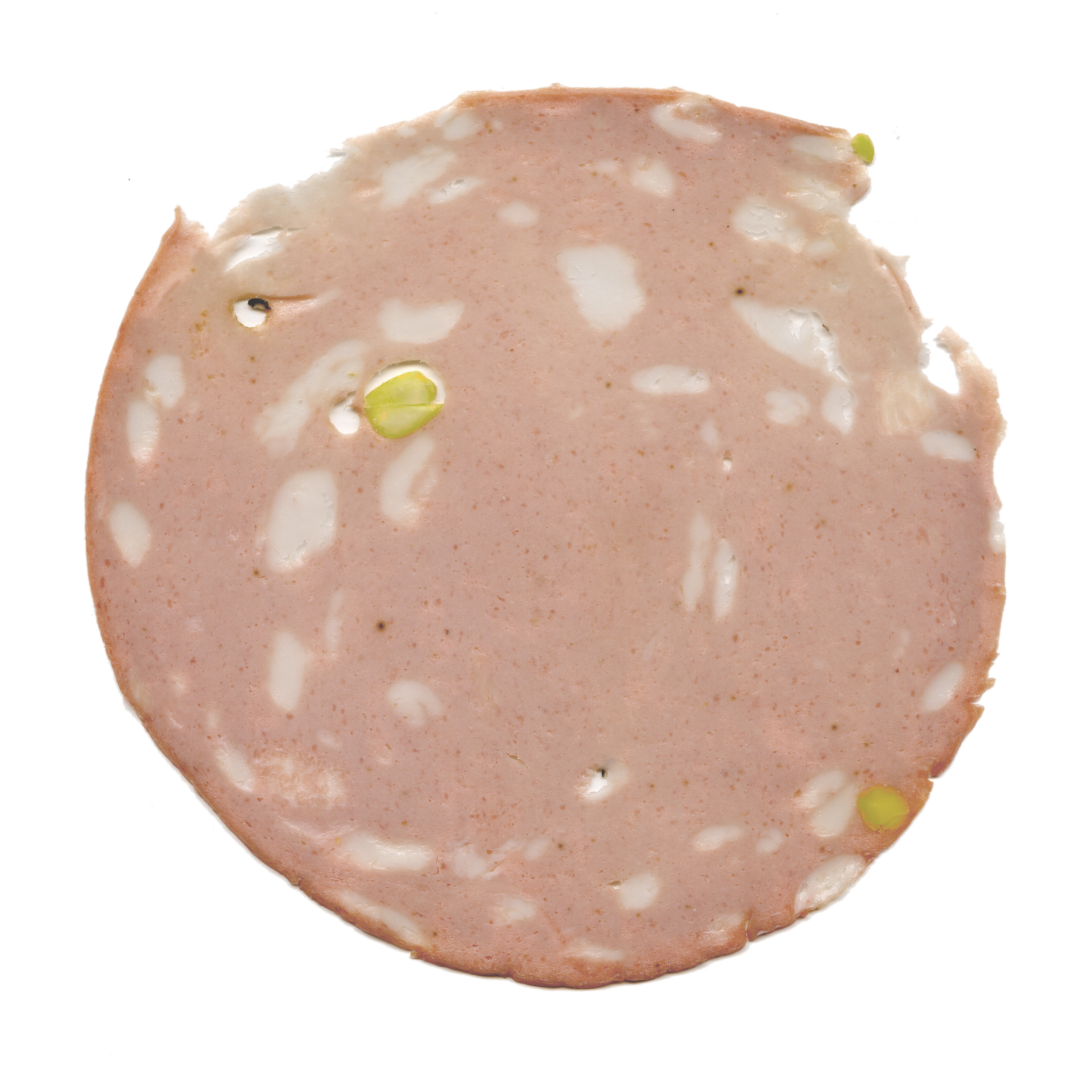
ピスタチオ入りモルタデッラ

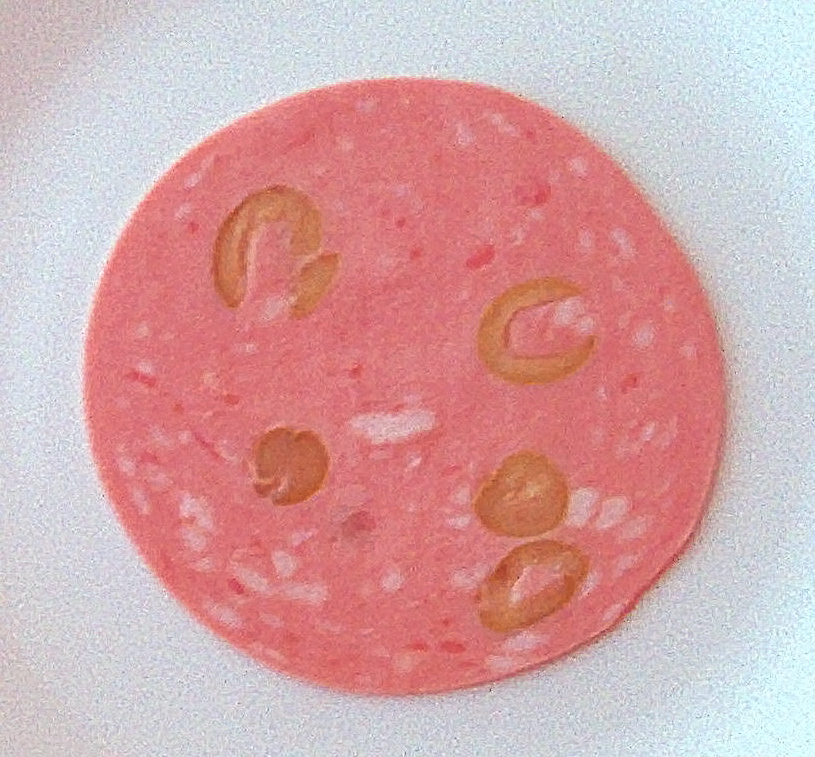
オリーブ入りモルタデッラ

モルタデッラ（mortadella）は、イタリア、エミリア・ロマーニャ州の州都ボローニャで伝統的につくられてきたソーセージ。日本では、ボローニャソーセージ又はボロニヤソーセージ、ボロニアソーセージとも言う（後述）。

## 概要
精選した豚肉を肌理の細かいひき肉にし、これにさいの目に切った豚の喉の部分の脂身を加え、蒸してつくったもの。円筒形または楕円形で綺麗なうすピンク色をしている。塩味は濃すぎず、生臭さもあまりなく、やわらかい舌触りと優しい味がする。製造会社によっても異なるが、ラードのかたまりのほかにピスタチオや黒こしょうが粒のまま加えてある。大きさは様々であるが、ボローニャ市内では直径20cm前後のものをよく見かけることができる。食べ方としては、薄切りにしたり、さいの目に切ったものをサラダに加えて食べたり、生クリーム又はトマトベースのソースなどに加えてパスタとあえて食べることが多い。

## 世界各国のモルタデッラ、ボローニャ

### ブラジル

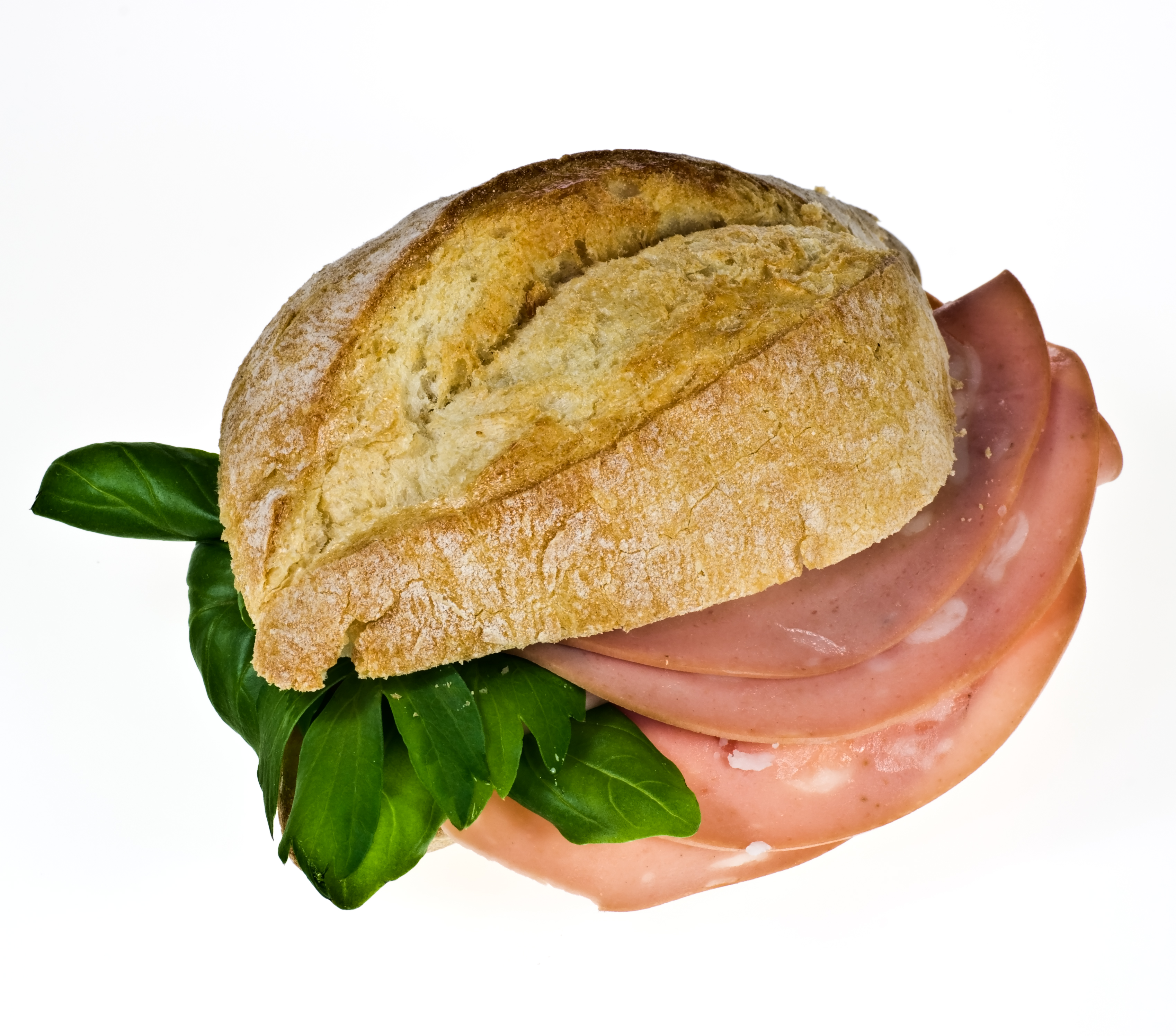
パンにはさんだモルタデーラ

ブラジルでもモルタデーラ（Mortadela）と呼ばれるソーセージが食されている。これはブラジルは食肉文化であり、また世界でも比類なき移民国家で、イタリア系移民が多いことから彼らが持ち込んだものである。ブラジルのモルタデーラはイタリアのものより黒こしょうなどの香辛料が強めで味も濃い。また調理法はパンなどに挟んでハンバーガーのようにして食べる、あるいは厚めに切って炙って焼いて食べる、また熱を加えずに、さいの目状に切って、好みによりレモンやライム汁をかけて食べるなど様々な食べ方がある。

### 日本
日本では、前述の通りボローニャ特産のソーセージとしてボローニャソーセージないしボロニアソーセージ（ボロニアはボローニャの原音主義的呼称・表記変更以前の呼び方）とも呼ばれている。
ただし日本農林規格（JAS）による規定では、ボロニアソーセージは単に「畜肉を挽肉にして牛の腸ないし36mm以上の太さのケーシングに詰めたもの」となっており、これは同JASで規定されたフランクフルトソーセージ（豚の腸ないし20-30mmの太さのもの）およびウインナーソーセージ（羊の腸ないし20mm未満の太さのもの）と内容物の点で違いは設けられていない。
とはいえ食肉産業分野では、ボロニアソーセージなどの表示を出す上で「本物のモルタデッラ」に近い食感を目指す製品も見られ、ペースト状になるまでよく挽いた肉にラード粒を混ぜ込んだりして、柔らかい肉質としたものもみられる。しかしJASの上ではケーシングの太さにのみよって呼称が決まるため、基本的に日本での「ボロニアソーセージ」はモルタデッラとは別のものである。

### 米国
米国では、モルタデッラに相当するソーセージを通常はボローニャ (bologna)、またはバローニー (baloney、boloney) などと呼ぶ (Bologna sausage)
。また、米国ではボローニャの原料に豚肉のほか、鶏肉、七面鳥、牛肉が使用されたバリエーションも存在する。